# Episodi di Kids Incorporated (seconda stagione)
La seconda stagione della serie televisiva Kids Incorporated è stata trasmessa in anteprima negli Stati Uniti d'America in syndication tra il 1985 e il 1986.
| nº | Titolo originale                                 | Titolo italiano | Prima TV USA | Prima TV Italia |
| -- | ------------------------------------------------ | --------------- | ------------ | --------------- |
| 1  | New Kid in Town                                  |                 | 1985         |                 |
| 2  | Dr. Jeckyll and Mr. Kid                          |                 | 1985         |                 |
| 3  | The Wallflower                                   |                 | 1985         |                 |
| 4  | I Love You Suzanne                               |                 | 1985         |                 |
| 5  | The Big Lie                                      |                 | 1985         |                 |
| 6  | The Boy from Togo/Stranger from a Stranger Place |                 | 1985         |                 |
| 7  | A Pain in the Neck                               |                 | 1985         |                 |
| 8  | The Abominable Show-Man                          |                 | 1985         |                 |
| 9  | One Glass Slipper                                |                 | 1985         |                 |
| 10 | The Masked Mauler                                |                 | 1985         |                 |
| 11 | Peer Pressure                                    |                 | 1985         |                 |
| 12 | Student Government Day                           |                 | 1985         |                 |
| 13 | Riley's Rival                                    |                 | 1985         |                 |
| 14 | No Rhyme or Reason                               |                 |              |                 |
| 15 | Phantom of the P*lace                            |                 |              |                 |
| 16 | Grandma, Won't You Dance with Me                 |                 |              |                 |
| 17 | Identical Problems                               |                 |              |                 |
| 18 | Rock of Ages                                     |                 |              |                 |
| 19 | The Great Comeback                               |                 |              |                 |
| 20 | Classical Case                                   |                 | 1986         |                 |
| 21 | Ryan Ryan, P.I                                   |                 | 1986         |                 |
| 22 | A Lad and His Lamp                               |                 | 1986         |                 |
| 23 | Material Girl                                    |                 | 1986         |                 |
| 24 | Runaway Stacy                                    |                 | 1986         |                 |
| 25 | Soc Hop                                          |                 | 1986         |                 |
| 26 | Decade of Hits                                   |                 | 1986         |                 |